# Orthographe pour calculatrice

Schéma du fonctionnement : le nombre « 250714638 » écrit sur un ensemble d'afficheurs 7 segments, une fois retourné, affiche le mot « BEGHILOSZ ». La ligne du bas donne la correspondance chiffre-lettre.

L'orthographe pour calculatrice (parfois nommée beghilos, l'alphabet des lettres disponibles) est une technique d'écriture de mots en lisant à l'envers les calculatrices équipées de certains afficheurs 7 segments.

## Description

### Généralités
Certains chiffres, sur des afficheurs 7 segments, ressemblent à des lettres de l'alphabet latin lorsque les afficheurs sont lus à l’envers. À chaque nombre peut ainsi correspondre une lettre, créant un sous-ensemble limité, mais fonctionnel, de l'alphabet :
| Chiffre | 0 | 1 | 2 | 3 | 4 | 5 | 6 | 7 | 8 | 9 | A | B | C | D | E | F |
| Lettre  | O | I | Z | E | h | S | g | L | B | b | Y | q | J | P | 3 | j |

L'affichage d'un nombre sur l'écran de la calculatrice permet ainsi parfois de générer un mot.
Seules certaines calculatrices permettent cette astuce, de préférence celles qui possèdent un écran à cristaux liquides, afficheur fluorescent, diodes électroluminescentes ou Panaplex. Les capacités des écrans matriciels et des afficheurs 14 ou 16 segments, spécialement étudiés pour afficher la plupart des caractères, rendent cet usage obsolète.

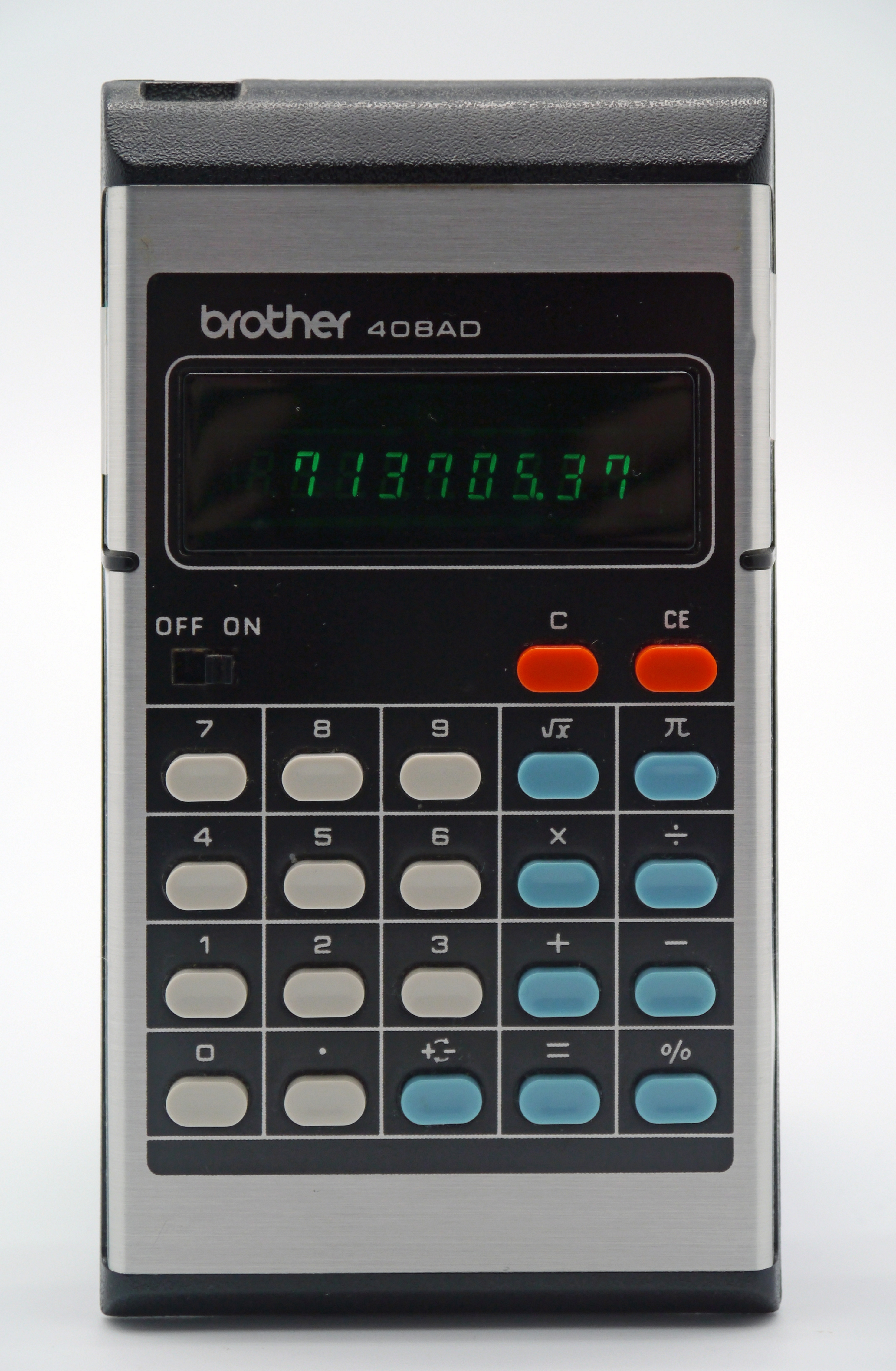
Affichage du nombre « 713705.37 » sur l'écran de cette calculatrice.
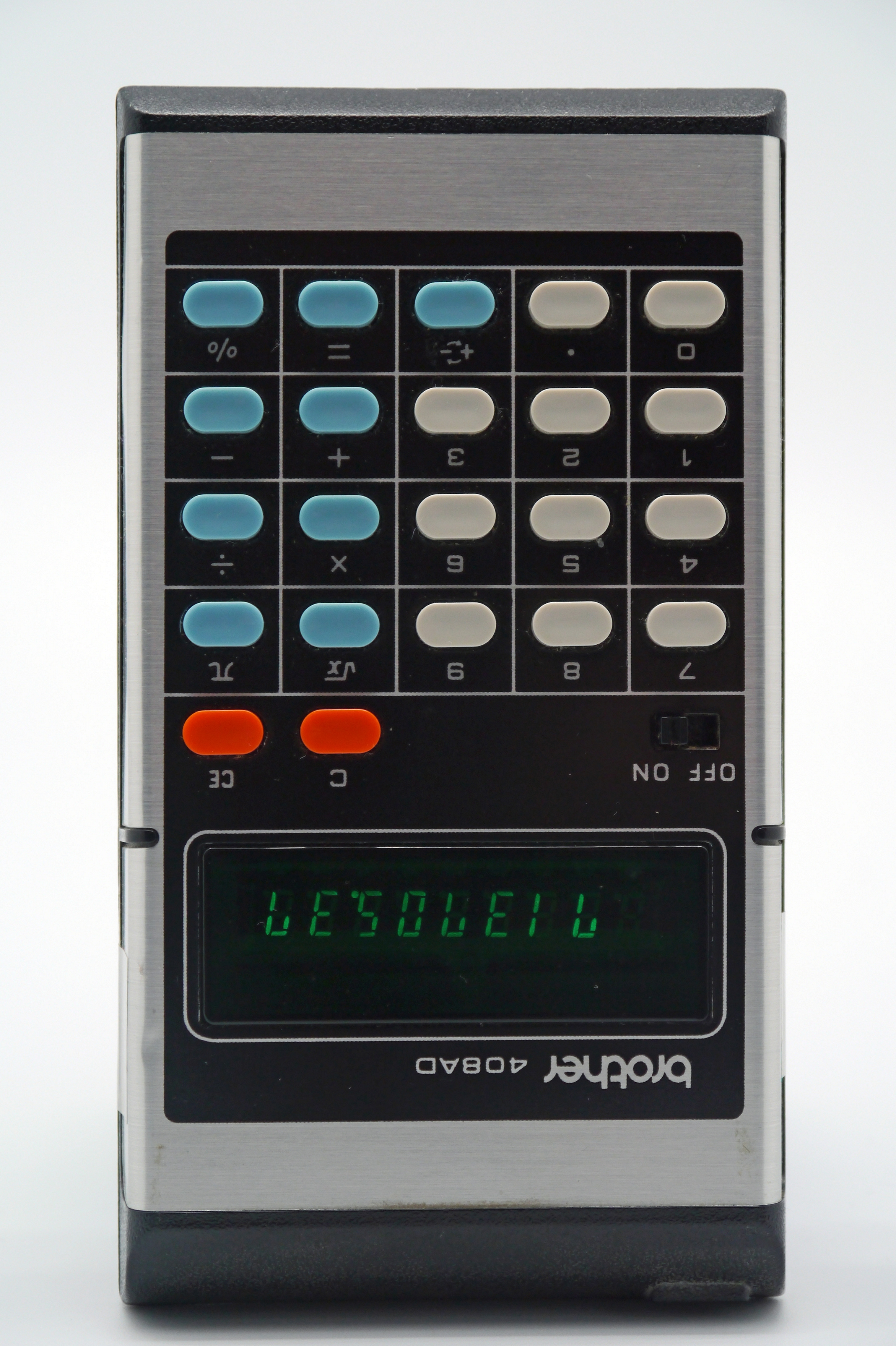
Retourné, l'écran affiche « LE.SOLEIL ».

### Variantes
Certaines calculatrices omettent la base du 6 et du 9, donnant ainsi les lettres minuscules q et b. D'autres variantes de l'alphabet font correspondre le 0 au D au lieu du O, le 6 au g minuscule (la majuscule étant représentée par le 9) et le 9 à un a minuscule ou au signe @. Certains calculatrices acceptent la notation hexadécimale, étendant ainsi l'alphabet, certaines correspondances étant toutefois difficiles.
Si la calculatrice n'est tournée que de 90° dans le sens inverse des aiguilles d'une montre, il est possible de produire un ensemble de caractères différent :
| Chiffre | 0 | 1 | 2 | 3 | 4 | 5 | 6 | 7 | 8 | 9 | A | B | C | D | E | F |
| Lettre  | O | - | N | M | J | u | b | C | ∞ | ɑ | ¢ | O | U | P | W | u |

Enfin, si la calculatrice est tournée de 90° dans le sens des aiguilles d'une montre :
| Chiffre | 0 | 1 | 2 | 3 | 4 | 5 | 6 | 7 | 8 | 9 | A | B | C | D | E | F |
| Lettre  | O | - | N | W | r | n | ɑ | J | ∞ | b | D | q | n | a | M | n |

## Exemples

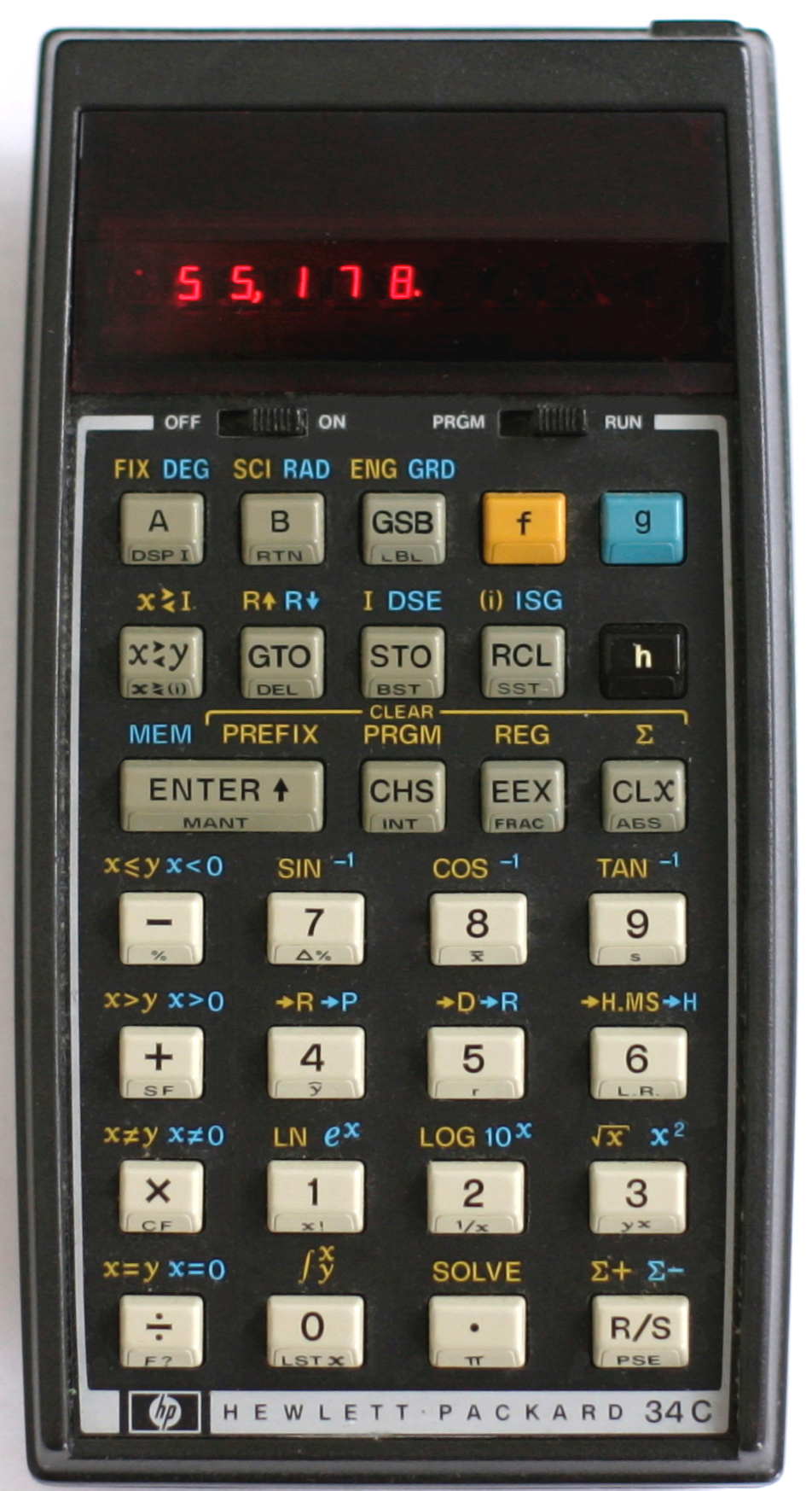
Le nombre 55178, une fois cette HP-34C retournée, produit le mot anglais BLISS (« béatitude »).

Quelques exemples dans diverses langues moyennant un pivot de l’écran de la calculatrice à 180° :
- Allemand : 7353, ESEL (« âne »)
- Anglais : 0.7734, hELLO (« bonjour ») ; 58008, BOOBS (« nichons »)
- Espagnol : 15 (à l'envers) ou 51 (à l'endroit), SI (« oui » ou « si », suivant l'accent) ; 50538, BESOS (« baisers ») ; 0.7715708, BOLSILLO (« poche »)
- Français : 371830, DEBILE ; 713705, SOLEIL ; 379009, GOOGLE ; 31907039, GEOLOGIE ; 00791, IGLOO ; 351073, ELOISE (variante : HELOISE (3510734)) ; 3771350, OSEILLE ; 35148 3773, ELLE BAISE ; qui était plutôt mal orthographié 3538 3773, ELLE BESE en raison de la limitation à 8 chiffres des vieilles calculatrices. Avec des calculatrices pouvant afficher jusqu'à 10 chiffres, on peut aussi écrire 491375808 (BOBSLEIGH).
- Hébreu, sans même retourner l'appareil : 71070, סרסור (sarsur, « proxénète ») ; 7109179, פרופסור (« professeur ») ; 7979, פרפר (parpar, « papillon »).
- Italien : 0.7738135, SEI BELLO (« tu es beau ») ; 0.5535, SESSO (« sexe »)
- Néerlandais : 707 + 707 = 1414 donne LOL + LOL = hIhI.
- Polonais et certaines autres langues slaves : 71830, DEBIL (« débile »)
- Portugais : 50135, SEIOS (« seins »)
- Turc : 1837837, LEBLEBI (« pois chiches grillés ») ; 3732732, ZELZELE (« tremblement de terre »)

## Historique
Le premier exemple attribué d'écriture sur calculatrice date des années 1970 : 5318008, qui transcrit le mot anglais BOOBIES (littéralement, « nichons »). Un autre exemple : la séquence 0.7734, hELLO.
En 1981, l'écrivain Georges Perec, membre de l'Oulipo, conçoit deux ambigrammes lettres / chiffres dans Still life / style leaf (ouvrage L'infra-ordinaire). Il décrit "une calculette de marque CASIO sur laquelle le nombre 315308, lu à l'envers, épelle le mot BOESIE", puis, "le nombre 35079, lu à l'envers, épelle le mot GLOSE",.

## Algorithme
Il est possible d'écrire un algorithme permettant d'obtenir la liste des mots pouvant être écrit sur une calculatrice et les chiffres à entrer pour écrire chaque mot, à partir d'un dictionnaire.
Voici une implémentation possible d'un tel algorithme, en pseudo-code :
```
   Entrées : 
W
 une liste de mots, issus d'un dictionnaire
             
M
 une 
table de correspondance
 entre une lettre majuscule et un chiffre
   
Fonction
 trouveMots(W, M)
     
pour
 chaque Mot de W 
faire

        R := Mot 
transformé en majuscule
 et 
inversé

        Mot_Calculatrice := chaîne vide
        Trouve := Vrai
        
pour
 chaque lettre de R 
faire

          
si
 la table M contient la lettre 
alors

            
concaténer
 le chiffre correspondant à la lettre dans Mot_Calculatrice
          
sinon

             Trouve := Faux
          
fin si

        
fin pour

        
si
 Trouve = Vrai 
alors

          
afficher
 Mot et Mot_Calculatrice
        
fin si

     
fin pour

   
fin Fonction
```

Et une implémentation en Java de ce même algorithme :
```
     
public
 
static
 
void
 
trouveMots
(
List
<
String
>
 
W
,
 
Map
<
String
,
 
String
>
 
M
)
 
{

		
for
(
String
 
Mot
 
:
 
W
)
 
{

			
String
 
R
 
=
 
new
 
StringBuilder
(
Mot
.
toUpperCase
()).
reverse
().
toString
();

			
StringBuilder
 
Mot_Calculatrice
 
=
 
new
 
StringBuilder
();

			
boolean
 
Trouve
 
=
 
true
;

			

			
for
(
int
 
i
 
=
 
0
;
 
i
 
<
 
R
.
length
();
 
i
++
)
 
{

				
String
 
L
 
=
 
""
 
+
 
R
.
charAt
(
i
);

				

				
if
(
M
.
containsKey
(
L
))
 
{

					
Mot_Calculatrice
.
append
(
M
.
get
(
L
));

				
}
 
else
 
{

					
Trouve
 
=
 
false
;

				
}

			
}

			

			
if
(
Trouve
)
 
{

				
System
.
out
.
println
(
Mot
.
toUpperCase
()
 
+
 
" - "
 
+
 
Mot_Calculatrice
.
toString
());

			
}

		
}

	
}

```